# 段纯镇
段纯镇，是中华人民共和国山西省晋中市灵石县下辖的一个乡镇级行政单位。

## 行政区划
段纯镇下辖以下地区：
段纯村、新兴村、山头村、郭家庄村、云义村、志家庄村、牛家庄村、南坪头村、苗家庄村、温家庄村、徐家庄村、逯家庄村、兴旺原村、牛郎岭村、罗铺村、兰家堂村、蔺家庄村、田家洼村、下峪村、吴家沟村、翟家山村、上庆和村、王家洼村、深井村、武家洼村、郝家川村、宿龙村和张志村。